# Ben Koldyke
Benjamin Koldyke, detto Ben (Chicago, 27 marzo 1968), è un attore statunitense.

## Biografia
Nativo di Chicago, Illinois, Koldyke è stato un insegnante d'inglese ed un coach di football americano ad un liceo cittadino prima di intraprendere la carriera di attore. I suoi primi ruoli di rilievo sono stati quelli ricorrenti di Dale Tomasson in Big Love e di Don Frank in How I Met Your Mother.
Successivamente è stato protagonista della sitcom di breve durata Work It ed è comparso come guest star in The Newsroom; mentre nel 2013 ha fatto parte del cast principale della sitcom ABC Back in the Game.

## Filmografia parziale

### Attore

#### Cinema
- Sai che c'è di nuovo? (The Next Best Thing), regia di John Schlesinger (2000)
- Thirteen Days, regia di Roger Donaldson (2000)
- Red Zone, regia di Ben Koldyke (2001)
- Fratelli per la pelle (Stuck on You), regia di Peter e Bobby Farrelly (2003)
- Say I Do, regia di Ron Vignone (2003)
- Jedi Gym, regia di Ben Koldyke – cortometraggio (2008)
- L'ultima tempesta (The Finest Hours), regia di Craig Gillespie (2016)

#### Televisione
- 24 – serie TV, episodio 2x03 (2002)
- C'è sempre il sole a Philadelphia (It's Always Sunny in Philadelphia) – serie TV, episodio 5x01 (2009)
- Big Love – serie TV, 5 episodi (2010)
- How I Met Your Mother – serie TV, 6 episodi (2009-2010)
- Work It – serie TV, 13 episodi (2012-2013)
- The Newsroom – serie TV, episodio 2x01 (2013)
- Back in the Game – serie TV, 13 episodi (2013-2014)
- Mr. Robinson – serie TV, 6 episodi (2015)
- Masters of Sex – serie TV, 9 episodi (2015)
- Gortimer Gibbon - La vita a Normal Street (Gortimer Gibbon’s Life on Normal Street) – serie TV, 5 episodi (2015-2016)
- The Good Place – serie TV, 7 episodi (2019-2020)
- Rutherford Falls - Amici per la vita (Rutherford Falls) – serie TV, 4 episodi (2021-2022)
- Paradise - serie TV, episodio 4 (2025)

### Regista
- Red Zone (2001)
- Osama Bin Laden: Behind the Madness (2002)
- Jedi Gym – cortometraggio (2008)

## Doppiatori italiani
Nelle versioni in italiano dei suoi lavori, Ben Koldyke è stato doppiato da:
- Sergio Lucchetti in Rutherford Falls - Amici per la vita
- Francesco Pezzulli in The Good Place
- Pierluigi Astore in L'ultima tempesta
- Riccardo Rossi in Back in the Game
- Marco Balzarotti in How I Met Your Mother
- Massimo Bitossi in Paradise